# Журавель в небі (серіал)

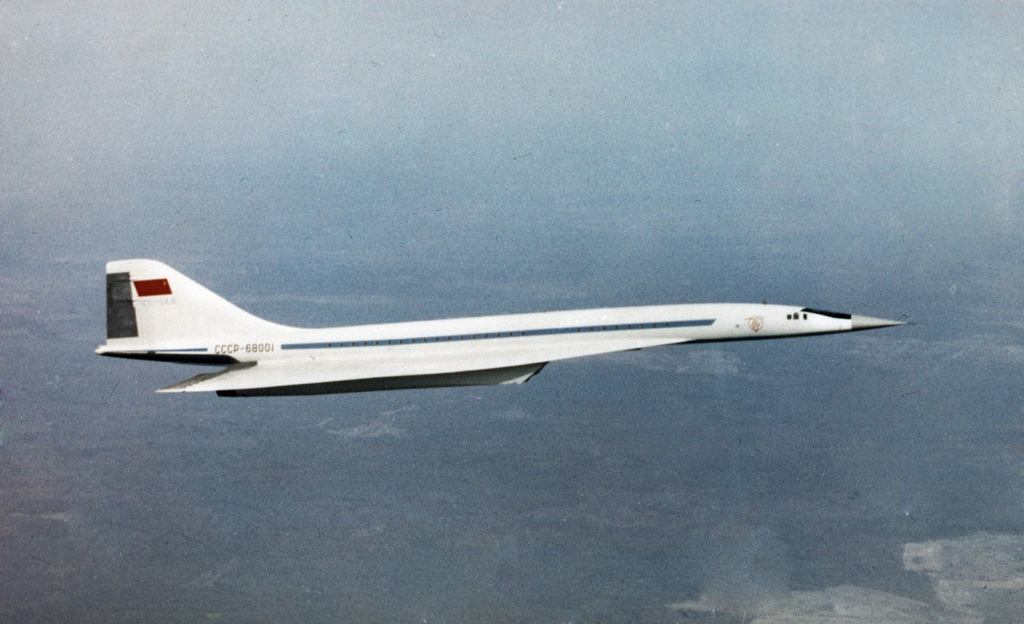

«Журавель в небі» — російський мелодраматичний телесеріал виробництва компаній Sony Pictures Television, «Леан-М» і «Гамма-Продакшн».
Прем'єра серіала відбулася 25 травня 2020 року, заключні серії вийшли в ефір 10 червня 2020 року.

## Сюжет
Фільм розповідає про розробку та створення в СРСР надзвукового пасажирського літака Ту-144, долі та особисте життя причетних до цього людей, зокрема вигаданих персонажів — пілота-випробувача Асі Солнцевої та її стосунки з пілотом Юрієм Громовим.

## В ролях
| Актор               | Роль                                                          |
| ------------------- | ------------------------------------------------------------- |
| Марія Лугова        | Ася Солнцева головна героїня, пілот-випробувач                |
| Михайло Гаврилов    | Юрій Громов пілот                                             |
| Пилип Горенштейн    | Яша Спасський авіаконструктор                                 |
| Борис Невзоров      | Костянтин Спасський батько Яші, авіаконструктор, чоловік Рими |
| Ольга Кабо          | Рима Спасська мати Яші, дружина Костянтина, коханка Ігора     |
| Сергій Пускепаліс   | Ігор Бархатов конструктор космічних систем, коханець Рими     |
| Валентина Теличкина | бабуся Асі                                                    |